# 本篤十二世
本篤十二世（拉丁語：Benedictus PP. XII；約1280年—1342年4月25日）原名雅各伯·福尼尔（Jacques Fournier），1334年12月20日當選教宗，翌年1月8日即位至1342年4月25日為止。他是第12位法國籍教宗，同时也是亚维农教廷的第三任教宗。

## 早年生活
雅各伯·福尼尔早期的经历鲜为人知，大约在13世纪80年代出生于富瓦伯爵领地境内的萨韦尔丹市镇，其父母属于中产阶级。福尼尔成为一名熙笃会修士后于巴黎大学就读。1311年担任丰弗鲁瓦德修道院院长，很快因出众的才智和组织能力而闻名。1317年就任帕米埃尔教區主教，在任期间对当地卡特里派残余势力的残酷清剿和镇压，以此博得了教会上层的赞誉和垂青，却被当地人所憎恶。
在铲除异端过程中，福尼尔详细记录了卡特里派最后一个据点——蒙塔尤村的所有信息。后来，宗教裁判所卷宗中关于蒙塔尤的档案被带到了罗马，现存于梵蒂冈宗座图书馆。1326年，捕获法兰西王国南部最后一个异教徒后，福尼尔调任米尔普瓦教區主教。一年后升任枢机。

## 教宗生涯
1334年，福尼尔于教宗若望二十二世逝世后继任教宗。和前任不同，本笃十二世与皇帝路易四世维持和平，并且与方济各会保持良好关系。此外，本笃十二世试图抑制修会中的贵族化，但收效甚微。

## 譯名列表
- 本篤十二世：天主教香港教區禮儀委員會：禧年專頁 （页面存档备份，存于）、香港天主教教區檔案　歷任教宗、《大英簡明百科知識庫》2005年版[永久]作本篤。
- 本尼狄克十二世：《世界人名翻譯大辭典》1993年版作本尼狄克。